# Cunonia linearisepala
Cunonia linearisepala là một loài thực vật có hoa trong họ Cunoniaceae. Loài này được (Guillaumin) Bernardi mô tả khoa học đầu tiên năm 1964.